# Impasse Grimaud
Impasse Grimaud är en återvändsgata i Quartier d'Amérique i Paris nittonde arrondissement. Gatan är uppkallad efter den franske spelkortsfabrikanten Baptiste-Paul Grimaud (1817–1899). Impasse Grimaud börjar vid Rue d'Hautpoul 24 och Rue Compans 130.

## Omgivningar
- Saint-François-d'Assise
- Villa Paul-Verlaine
- Villa Rimbaud
- Villa Jules-Laforgue
- Villa Claude-Monet
- Villa Maurice-Rollinat

## Bilder
| - Baptiste-Paul Grimaud. - Gatuskylt. - Saint-François-d'Assise. |

## Kommunikationer
- Tunnelbana – linjerna  – Botzaris
- Tunnelbana – linjerna  – Danube
- Busshållplats d'Hautpoul – Paris bussnät

### Webbkällor
- ”Impasse Grimaud”. Mairie de Paris. https://web.archive.org/web/20150514011438/http://www.v2asp.paris.fr/commun/v2asp/v2/nomenclature_voies/Voieactu/4300.nom.htm. Läst 15 januari 2024.
- ”Impasse Grimaud (19ème arrondissement)”. Les rues de Paris. https://web.archive.org/web/20160409125953/http://www.parisrues.com/rues19/paris-19-impasse-grimaud.html. Läst 15 januari 2024.